# 도올의 논어이야기
도올의 논어이야기는 김용옥이 진행하던 KBS 1TV의 인문학 강의 프로그램이다. 2000년 10월부터 2001년 5월까지 방송되었다. 2001년 4월 24일 방송분에는 김수환 추기경이 출연하여 유교와 기독교의 관계와 공통점, 나아가야 할 점 등에 대하여 논하기도 하였다.